# Кобельник
Кобельник (пол. Kobielnik) — село в Польщі, у гміні Вішньова Мисленицького повіту Малопольського воєводства.
Населення — 472 особи (2011).
У 1975—1998 роках село належало до Краківського воєводства.

## Географія
У селі бере початок річка Кшивожека.

## Демографія
Демографічна структура станом на 31 березня 2011 року:
|          | Загалом | Допрацездатний вік | Працездатний вік | Постпрацездатний вік |
| -------- | ------- | ------------------ | ---------------- | -------------------- |
| Чоловіки | 230     | 59                 | 152              | 19                   |
| Жінки    | 242     | 57                 | 136              | 49                   |
| Разом    | 472     | 116                | 288              | 68                   |